# 棕啸鹟
棕啸鹟（学名：Pachycephala rufiventris），是啸鹟科啸鹟属的一种，是全面迁徙的候鸟，分布于新喀里多尼亚和澳大利亚。该物种的保护状况被评为无危。
棕啸鹟的平均体重约为21.0克。栖息地包括亚热带或热带的（低地）干燥疏灌丛、亚热带或热带的湿润低地林、亚热带或热带的旱林、地中海型疏灌丛、种植园、干燥的稀树草原、温带森林、亚热带或热带的红树林和乡村花园。